# Montemayor (Palenzuela)
Montemayor es un enclave del municipio español de Palenzuela, provincia de Palencia (comunidad autónoma de Castilla y León).
Sus límites comprenden dos núcleos: Pajareros y Caserío de Magialengua.

## Situación
El enclave de Montemayor se encuentra rodeado por los términos municipales de Cobos de Cerrato, el Norte; de Antigüedad y de El Verdugal de Baltanás, al Oeste; de Espinosa de Cerrato; y de Tórtoles de Esgueva, en la provincia de Burgos, al Sur.  
Se extienden excelentes encinares de carrasca entre sus límites.

## Comunicaciones
Accesible por la carretera de Antigüedad-Espinosa de Cerrato y desde la localidad de Villafruela, en la provincia de Burgos.